# Postmortale Erektion
Als Postmortale Erektion (von lat. post „nach“ und mors „Tod“) wird eine Erektion nach dem Eintritt des Todes bezeichnet. Dies kann geschehen, wenn ein Mann in vertikaler oder auch hängender Position oder mit dem Gesicht zum Boden stirbt und der Leichnam nach dem Tod in dieser Position verbleibt. Sie stellt eine besondere Form des Priapismus dar.

## Ursache
Es handelt sich bei dieser Form der Erektion um einen Blutstau, der durch die Schwerkraft des abfließenden Bluts erzeugt wird, welches nicht mehr durch den Blutkreislauf und den Herzdruck im Körper verteilt wird. Das Blut sammelt sich, wie alle frei beweglichen Masseteile, an den niedrigsten Stellen des Körpers an und erzeugt dort Ödeme und Schwellungen, die damit verbundenen Verfärbungen werden als Totenflecke (livor mortis) bezeichnet. Die tiefsten Punkte einer vertikal verstorbenen Person sind die Füße, die sich bis zu ihrer elastischen Belastungsgrenze mit Blut füllen, danach staut sich das Blut die Beine aufwärts bis in die Hüften. Da das Blut von hier aus nicht mehr weiter nach unten vordringen kann, sammelt es sich unter anderem im Penis, der mit erektilem Gewebe ausgestattet ist und infolge des Bluteinstromes erigiert. Dieser Effekt verbleibt so lang, wie der Körper in der Position bleibt.

## Auftreten
Die postmortale Erektion tritt meist bei Männern auf, die erhängt, in den Kopf geschossen oder vergiftet wurden.
Ein bereits vorliegender Priapismus kann aber auch postmortal erhalten bleiben, etwa bei Septikämie durch ausgedehnte Venenthrombosen im Beckenplexus, die auf die Schwellkörper übergreifen.
In der Forensik gibt die postmortale Erektion Hinweise auf die Todesursache.

## Thematisierung in der Kunst
In der Zeit der Renaissance wurde das männliche Genital am Leib Christi künstlerisch inszeniert (Ostentatio genitalium). Der Kunsthistoriker Leo Steinberg wies 1983 in der Zeitschrift October auf die Darstellung postmortaler Erektion hin.
James Joyce thematisierte die postmortale Erektion in der „Cyclops“-Sektion seines Romans Ulysses.